# تامی کلیر
تامی کلیر (به انگلیسی: Tommy Clare) بازیکن فوتبال زادهٔ ۱۸۶۵ اهل کشور انگلستان که سابقهٔ بازی در تیم ملی فوتبال انگلستان را در کارنامهٔ خود دارد. وی در تاریخ ۲ مارس ۱۸۸۹ نخستین بازی ملی خود را در مقابل تیم ملی فوتبال ایرلند انجام داد و با حضور در ۴ بازی ملی، در تاریخ ۷ آوریل ۱۸۹۴ واپسین بازی ملی‌اش را در برابر تیم ملی فوتبال اسکاتلند برگزار کرد.